# Новая волна новой волны
New Wave of New Wave (NWONW, новая волна новой волны, новая новая волна, нью-вейв-ривайвл) — термин, использовавшийся музыкальными критиками, чтобы охарактеризовать поджанр британского альтернативного рока в ранние 1990-е годы. Исполнители, игравшие в этом стиле, сочетали в своей музыке панк-роковые, пост-панковые и нововолновые влияния, ориентируясь прежде всего на таких музыкантов, как The Clash, Blondie, Wire и The Stranglers. Жанр имел очень короткий период рассвета, и позже исполнители данного жанра стали играть в жанре брит-поп, получившем большой коммерческий успех в 1994 году. После этого NWONW определяли как «брит-поп без хороших ударных». Журнал NME сыграл ключевую роль в развитии и исследовании жанра.
Роберт Кристгау определил NWONW-движение середины 90-х пиком рассвета нью-вейв-ривайвла, также он считает, что это движение всё ещё живо, заявив, что «1994 год был вершиной кривой, мы не можем быть уверенными, что сейчас достигли нуля».